# Solanum chomatophilum
Espèce
Solanum chomatophilum  est une espèce de plante herbacée tubéreuse de la famille des Solanaceae, originaire des montagnes de l'Équateur et du Pérou. Elle est apparentée à la pomme de terre cultivée, mais contrairement à celle-ci, elle est diploïde (2n = 2x = 24).